# Corporación San Miguel

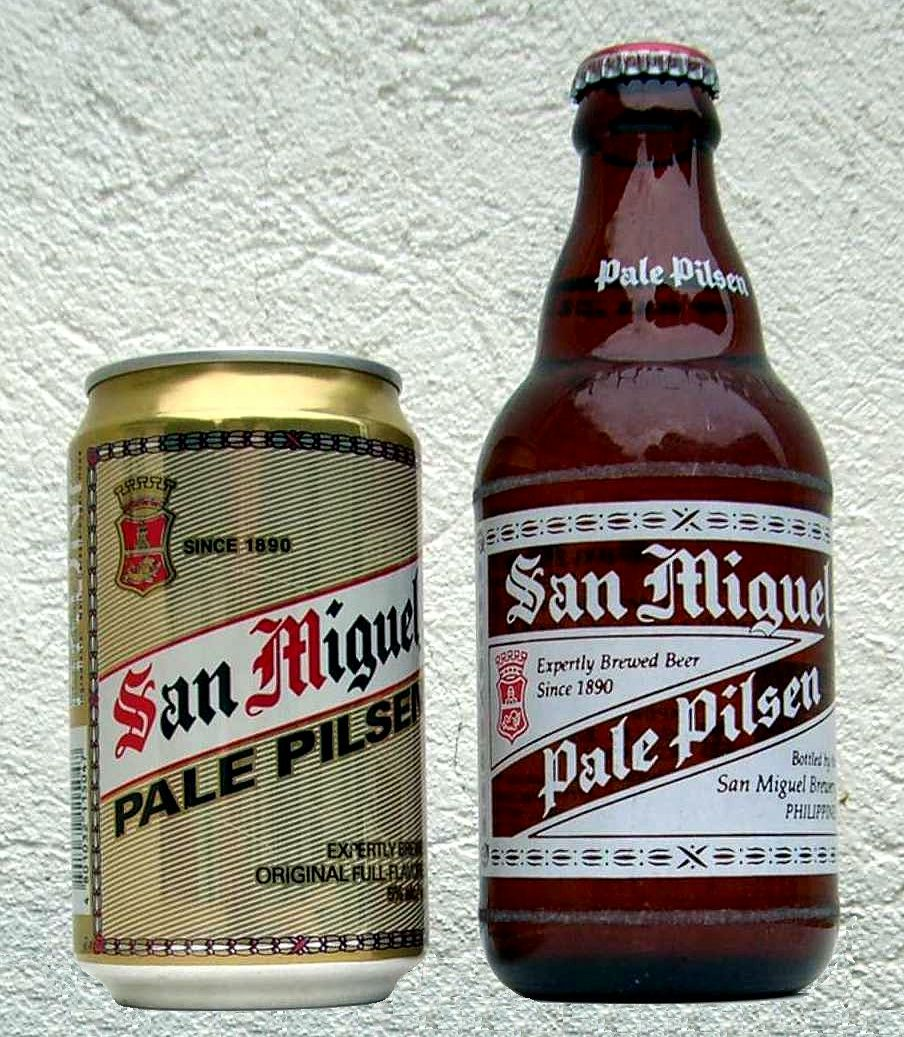
Botellines San Miguel Pale Pilsen.

La Corporación San Miguel (San Miguel Corporation en inglés; abreviado SMC) es una empresa con sede en la ciudad de Mandaluyong, Filipinas, activo primariamente en los sectores de alimentos y bebidas. Es, en términos de facturación, la tercera mayor compañía de SMC en Filipinas. Con más de 130 oficinas en Asia y el Pacífico es también una de las compañías más grandes del sudeste de Asia. En 2008  fue incorporada como la 1984a en la lista Forbes Global 2000. Era , junto con la empresa PLDT, la única compañía filipina en la lista.
Uno de sus productos más famosos es la cerveza San Miguel.

## Historia

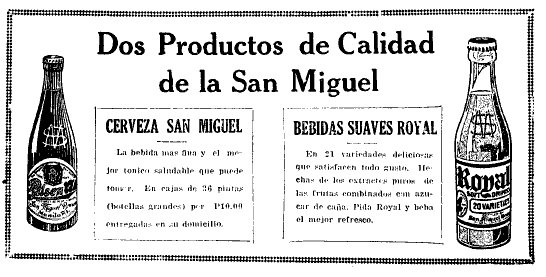
Anuncio publicado el 27 de enero de 1924 en la revista satírica de Manila Aray.

La fábrica de cervezas San Miguel fue fundada el año 1890 por el español Enrique María Barretto de Ycaza.
La primera factoría se encontraba en el entonces conocido como barrio de San Miguel en Manila. Más tarde se convierte en la multinacional San Miguel Corporation, distribuidora de cervezas por toda Asia.

## Divisiones y Filiales

### San Miguel Brewery, Inc.
- San Miguel Brewery Hong Kong Ltd.
- Guangzhou San Miguel Brewery Co. Ltd.
- San Miguel Baoding Brewery Co. Ltd.
- San Miguel Brewery Vietnam Ltd.
- San Miguel Beer Thailand Ltd.
- San Miguel Marketing Thailand Ltd.
- PT Delta Djakarta Tbk

### Vega Telecom Inc.
- Bell Telecommunications (BellTel)
- Eastern Communications (ETPI/Eastern Telecom)
- Liberty Telecoms Holdings Inc. (39.3% ownership)
- wi-tribe Philippines

### Otros negocios
- Anchor Insurance Brokerage Corp.
- San Miguel Properties, Inc.
- SMC Stock Transfer Service Corp.
- SMITS Inc.
- San Miguel Holdings Inc.
- San Miguel Shipping & Lighterage Corp.
- ArchEn Technologies Inc.
- Citra Metro Manila Tollways Corporation
- South Luzon Tollway Corporation
- Bank of Commerce
- Manila Electric Company (MERALCO)
- Philippine Airlines (PAL)
- Petron Corporation
- Esso Malaysia Berhad
- ExxonMobil Borneo Sdn Bhd
- ExxonMobil Malaysia Sdn Bhd
- Universal LRT Corp. Ltd.

### Equipos de baloncesto
En la PBA:
- Barangay Ginebra San Miguel
- San Miguel Beermen
- Magnolia Pambasang ang manok

En la ASEAN Basketball League:
- SanMiguel Pale Pilsen ALAB PILIPINAS

## Enlaces directos
- Sitio oficial de San Miguel

- Datos: Q934489
- Multimedia: San Miguel Corporation / Q934489